# Chrysopilus heroicus
Chrysopilus heroicus är en tvåvingeart som beskrevs av Paramonov 1962. Chrysopilus heroicus ingår i släktet Chrysopilus och familjen snäppflugor. Inga underarter finns listade i Catalogue of Life.